# Fornace Frazzi
La Fornace Frazzi è una storica fornace situata nella frazione di Ponticelli, nel comune di Città della Pieve, in provincia di Perugia, e per più di quaranta anni fu una delle più importanti attività produttive di laterizio della Valdichiana. Appartenuta alla famiglia Frazzi di Cremona, già proprietaria della "Eredi Frazzi fu Andrea - Cremona, Società Anonima per l'industria dei Laterizi", la fornace pievese divenne la sede produttiva della società per tutto il centro Italia, grazie alla fortunata posizione rispetto ai grandi centri urbani, come Roma o Firenze, e alla presenza di cave di argilla di ottima qualità.

## Storia della fornace

### Prima dell'acquisto dei Frazzi 1929-1936
La fornace di Ponticelli venne acquistata dai Frazzi, nel 1936, dalla famiglia Tini di Castiglione del Lago che la gestiva dal 1929. Nella documentazione per la celebrazione dei "cinquanta anni di vita dell'azienda a Cremona" viene ricordato in modo succinto, il motivo per cui si decise di investire a Città della Pieve, rilevando una piccola fornace che era di proprietà della famiglia Tini, originaria del castiglionese che aveva continuato la tradizione della produzione del laterizio a Città della Pieve, nota sin dal tredicesimo secolo.
"Nel 1936 la società, per soddisfare meglio ed a migliori condizioni le richieste che le venivano dalla clientela dell'Italia centro-meridionale, acquistò un piccolo stabilimento posto nel comune di Città della Pieve, vicino alla stazione ferroviaria di Ponticelli, sulla linea Firenze-Roma, poco a sud di Chiusi (SI). Simultaneamente acquistò un podere confinante comprendente una collina di ottima argilla ed altri appezzamenti contigui pure questi dotati di materia prima. Venne costituita così un'area che senza discontinuità consentiva di sviluppare lo stabilimento. Senonché nel settembre del 1937, per un nubifragio di inaudita violenza, i canali raccoglitori delle acque colanti dalle circostanti colline si gonfiarono enormemente ed attraverso una breccia, prodottasi nell'argine di difesa, dette acque precipitarono nello stabilimento che ne risultò completamente allagato. Si procedette subito alle riparazioni ed alla ricostruzione delle opere più urgenti ed alla messa a punto delle macchine. Si costruì poi un'altra fornace più capace della prima, mentre quella rovinata veniva ricostruita sviluppandone i locali sovrastanti destinati ad essiccatoio. Si eressero pure altre tettoie per ricoverare i materiali e finalmente si completò la dotazione dei mezzi d'opera in modo da avere una produzione assai maggiore. Si provvide anche a recingere tutto lo stabilimento di un alto e valido argine per far fronte ad ogni sfavorevole contingenza avvenire".

### I primi anni
L'attività dei Frazzi nel Centro-Italia poteva contare di un supporto produttivo nell'area del pievese e di un ufficio vendite e rappresentanza nella città di Roma.
Entrambe le attività erano alle dipendenze della direzione generale di Cremona ma fu nominato, dalla stessa società, nel 1937, un unico responsabile: l'ingegner Rindi.
Da allora fino alla metà degli anni sessanta la Fornace Frazzi ha rappresentato per Città della Pieve e per i paesi confinanti, insieme all'agricoltura, la principale fonte di occupazione.
In questo primo periodo, l'attività produttiva poteva contare su una quarantina di operai e di una limitata quantità di stagionali. Durante la guerra infatti, molti uomini furono chiamati alle armi, altri ancora decisero di partecipare alla Resistenza e la fornace poté contare sull'impegno e sulla fatica delle donne rimaste a casa.
Durante il Secondo Conflitto Mondiale e durante le fasi della Liberazione, la struttura non subì danni.

### Il boom economico
Nel dopoguerra e negli anni cinquanta, soprattutto dopo la costruzione dell'essiccatoio, l'occupazione fra fissi e stagionali arriverà a contare 280 persone, compresi gli amministratori e gli impiegati negli uffici. Se durante il periodo prebellico la fornace forniva materiale per i costruttori locali, durante il periodo di ricostruzione, il bacino di utenza per la vendita dei prodotti Frazzi si estese a Roma, Napoli e Salento.

### La crisi e la cessione
Alla fine degli anni cinquanta furono realizzate delle migliorie tecnologiche che consentirono un risparmio dal punto di vista energetico e dei carichi di lavoro. Le tipologie di forno maggiormente utilizzate erano quelle del forno Hoffmann e Migeon. I sistemi di cottura utilizzati fino a questo momento prevedevano infatti un notevole dispendio di combustibile e di manovalanza, dovendo, la cottura dei materiali, avvenire sotto la coordinazione dei fochisti e delle cicliche fasi di carico e scarico dei materiali crudi e cotti. Già le altre fornaci concorrenti avevano avviato un processo di produzione ed essiccazione meccanizzato ed un tipo di cottura ottimizzata. Con i nuovi forni a tunnel, i materiali, disposti su carrelli mobili, seguivano il processo di preriscaldamento, cottura e raffreddamento in modo automatizzato.
La cottura del laterizio, all'interno dei forni Hoffman, apparve subito non in linea con i tempi più veloci della nuova concorrenza. Di questo si accorse Arnaldo Frazzi, quando, prima ancora dell'inaugurazione del nuovo forno, sentenziò di aver fatto nascere un figlio già vecchio.
In quel periodo, durante le fasi di escavazione, molta della argilla estratta cominciò a presentare impurità date dalla presenza della "lumachella", conchiglia fossile, non rara nel terreno del basso pievese, caratterizzato da depositi deltizi di ghiaia, sabbie e argille. Questa conchiglia fossile risultava dannosa ai laterizi durante il processo di cottura o spesso creava efflorescenze sui mattoni facciavista.
La scoperta della "lumachella" rallentò i processi di produzione sia perché le argille dovevano essere lasciate riposare per un medio periodo e perché fu immediatamente spostata la ricerca di argille più pure verso un'altra cava.
Inoltre, la Famiglia Frazzi non aveva discendenti maschi che dopo la morte di Arnaldo Frazzi avrebbero preso in mano l'attività di famiglia e ne avrebbero continuato la produzione. Al primo sentore di una possibile chiusura della fabbrica fu organizzata un'occupazione permanente dello stabile che durò per circa un mese.
Così, prima lo stabilimento di Cremona poi quello di Città della Pieve, nel 1968, smisero definitivamente l'attività. Quest'ultimo fu venduto ad una società locale.

### La nuova gestione e la chiusura
Nel 1968 Frazzi cedette la fabbrica alla società ILPA. Questa era costituita dal ragionier Benemio, imprenditore edile locale, e da altri due soci, uno di questi il signor Pernicini, proprietario di un'altra piccola fornace sul territorio. La politica di produzione fu mantenuta pressappoco invariata rispetto alla gestione Frazzi: diminuirono i prodotti commerciali, il numero di operai e non furono apportate modifiche al sistema produttivo, eccezione fatta per la costruzione di un altro piccolo forno.
Nel 1979 la società licenzia tutti i suoi operai e chiude definitivamente lo stabilimento.

### La demolizione 2000

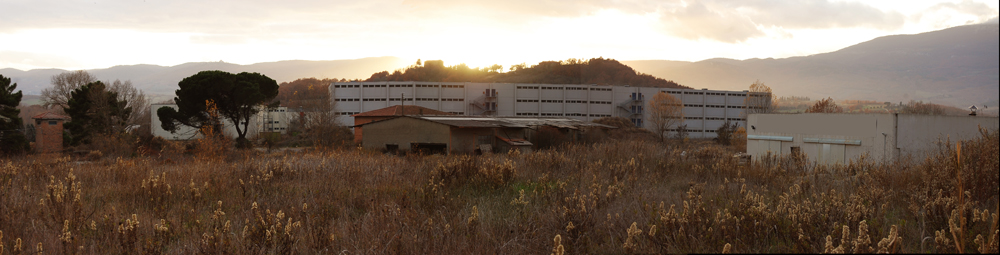
Panorama Fornace Frazzi oggi

Il progetto di zonizzazione prevedeva la completa demolizione della Fornace Frazzi a causa delle condizioni fatiscenti delle strutture. Così furono abbattuti la vecchia fornace, il locale ristoro degli operai e gli altri edifici.

## Architettura della fornace

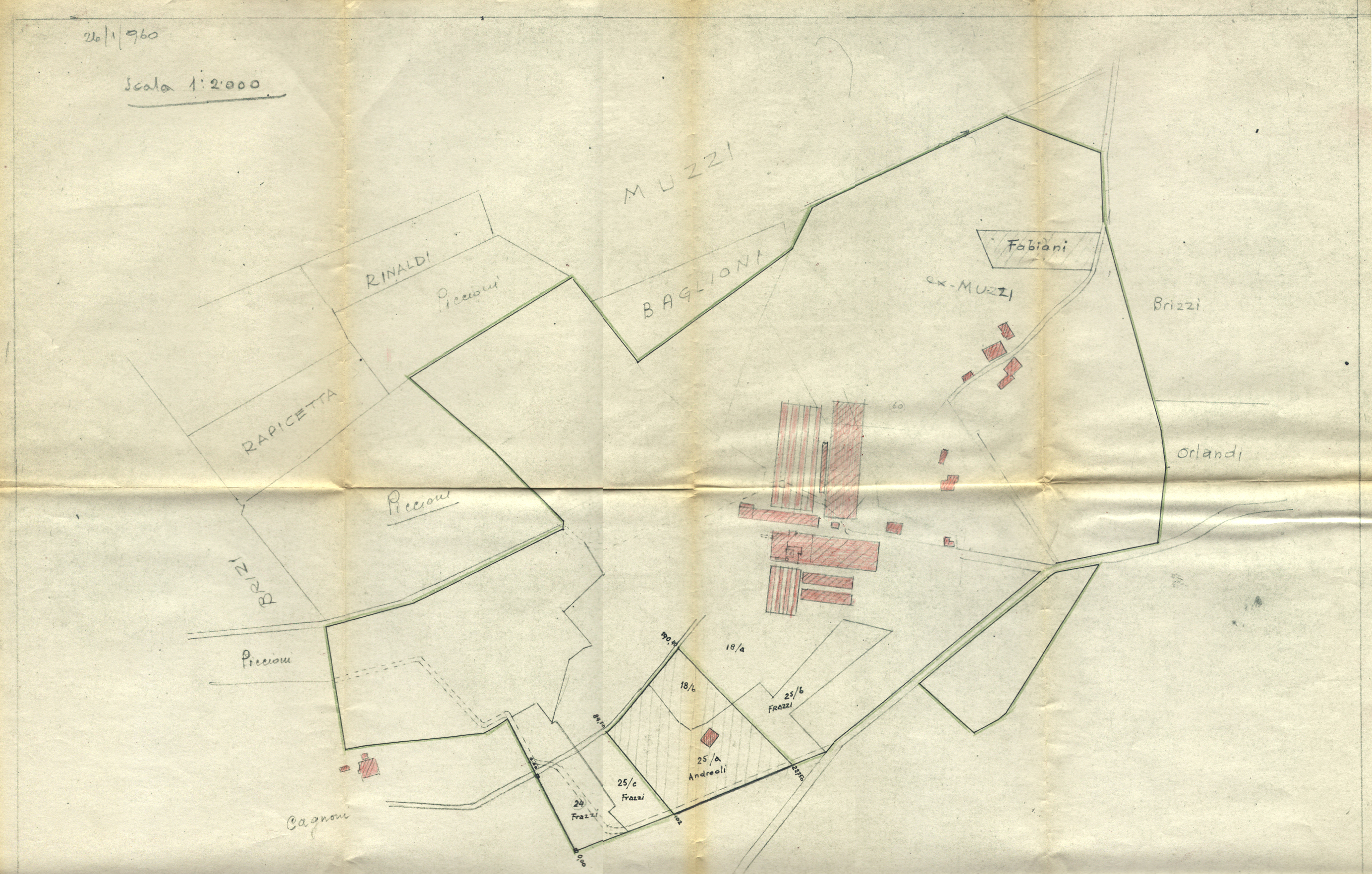
Pianta dello stabilimento

Lo stabilimento Frazzi comprendeva più edifici adibiti a funzioni differenti, legate sia alla produzione che alla gestione amministrativa e contabile della fabbrica.
Dal momento dell'acquisto da parte della famiglia Frazzi al periodo di completa demolizione della fornace, furono molti gli interventi edilizi che coinvolsero gli impianti di produzione del laterizio.
Del complesso produttivo rimane oggi solamente la cabina elettrica in muratura, la sede degli uffici, i binari per il trasporto interno dei prodotti e cumuli di vecchi mattoni.
Si accedeva allo stabilimento da una piccola traversa di Vocabolo della Fornace: dopo il cancello d'ingresso si trovava la casa del custode, un edificio bianco a pianta quadrata.
Poco distante, la palazzina degli uffici con al piano terra lo spazio di lavoro dei contabili e degli amministratori mentre al primo piano la casa del ragionier Settimio Merli e della sua famiglia.
All'interno dello stabilimento si trovavano due fornaci, la più antica di tipo Hoffman ed una più nuova e più grande del tipo Migeon.
Il trasporto dell'argilla, dalla cava all'impastatrice, dei materiali crudi verso l'essiccatoio e poi verso i forni, fino al deposito sul piazzale dei materiali cotti avveniva su carrelli tipo vagonetto Decauville, spinti a mano sui binari che correvano per tutta l'area dello stabilimento.
Il prodotto finito era depositato e disposto per tipologia su un grande piazzale, in attesa di essere caricato sugli automezzi per il trasporto fino in cantiere.

## Ciclo produttivo
Il ciclo produttivo dei laterizi Frazzi cominciava dalle cave in loco e terminava con la disposizione del prodotto finito sullo spazio aperto davanti allo stabilimento.
- Cava: l'estrazione delle materie prime avveniva per mezzo della draga, macchina escavatrice su binari che grattava l'argilla prima asportandola dalle colline e poi cavandola direttamente alla quota di terra. A causa dei continui scavi si crearono laghetti artificiali, testimonianza ancora oggi del lento processo di irreversibile trasformazione del territorio.

L'argilla cavata veniva riposta nei carrelli che correvano quotidianamente sui binari, senza sosta, dalle cave alle macchine impastatrici. Gli operai avevano il compito di guidare questi carrelli durante il percorso e regolare l'alternarsi dei pieni e dei vuoti: solitamente, nei tratti in discesa i carrelli correvano per forza di gravità e in salita veniva utilizzato un argano manovrabile. Il lavoro di estrazione e trasporto era a ciclo continuo: una fila di carrelli carichi veniva spinta fino all'inizio del processo produttivo e contemporaneamente un'altra fila di carrelli vuoti veniva portata fino alle cave. L'escavazione avveniva sotto la supervisione del meccanico dragatore, il tecnico che azionava i meccanismi della draga e permetteva il corretto uso della macchina. Agli operai era poi affidato il controllo continuo dell'argilla estratta, poiché una vena d'argilla di media qualità avrebbe "facilmente inquinato" la produzione del laterizio. 

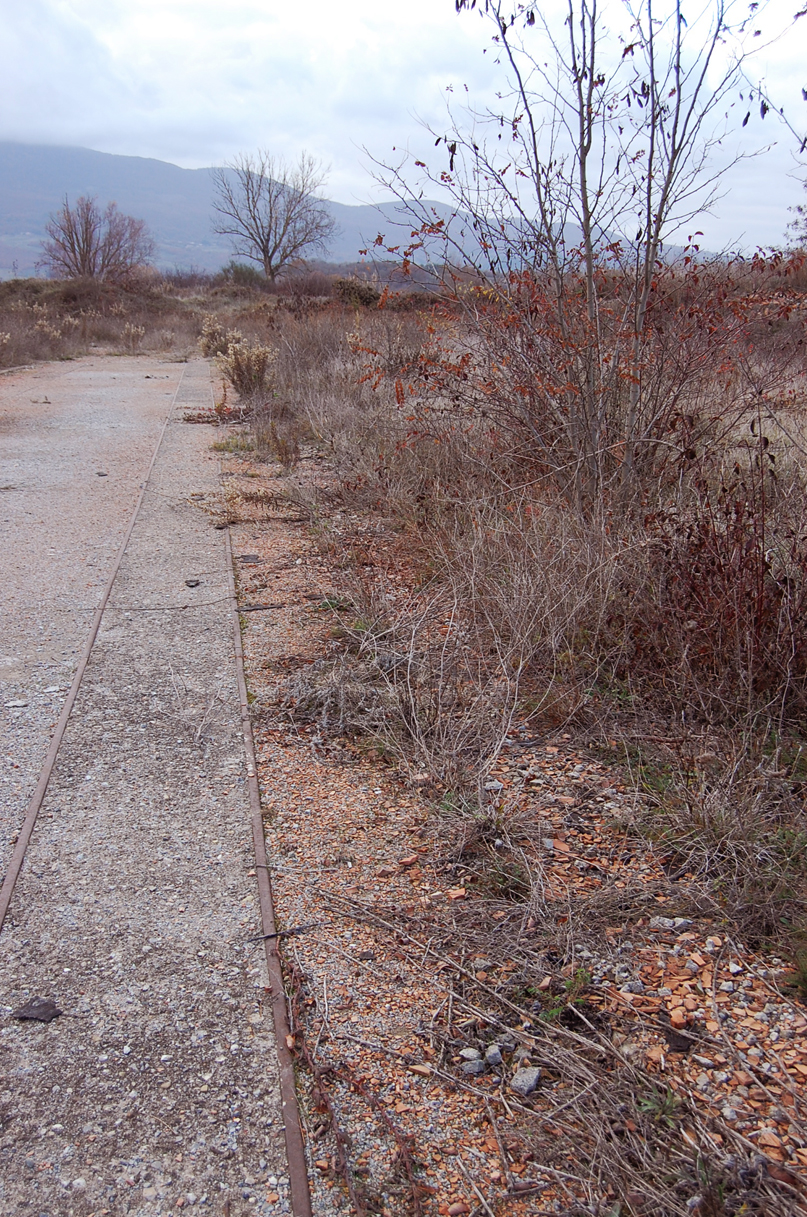
Binari dello stabilimento

- Bagnatoio: prima ancora di inserire l'argilla nelle macchine impastatrici questa veniva bagnata direttamente nei carrelli. Questo lavoro era svolto da alcune donne che, attraverso un tubo di distribuzione dell'acqua, regolavano il flusso ed ottenevano la giusta densità per la lavorazione.
- Impastatrice: l'argilla bagnata entrava nell'impastatrice e ne usciva per estrusione un "pane sagomato", di lunghezza media (solitamente venivano prodotti pani di 50 cm). Il pane era spezzato a mano da un operaio specializzato che meccanicamente lo disponeva su di un carrellino per il trasporto verso la macchina trafilatrice.
- Trafilatrice: il trasporto dalla macchina impastatrice alla macchina degli stampi avveniva in un primo momento sempre su carrelli; solo in seguito venne introdotto l'uso del "trampolino", (telaio costruito ad hoc). Negli ultimi anni il passaggio tra le due macchine fu garantito da un semplice nastro trasportatore. Il "pane" arrivava alla trafilatrice, a sua volta collegata allo stampo, parte ultima della macchina, utile nel dare forma al laterizio secondo le esigenze della produzione. Il processo prevedeva la presenza di operai specializzati, uno a monte ed uno a valle del materiale da estrudere. I due si coordinavano nel taglio del pezzo a misura richiesta. L'operaio che stava a valle della trafilatrice infilava con una pinza il materiale e con grande sforzo fisico lo disponeva sui carrelli. La velocità di lavorazione era costante e all'operaio trafilatore si richiedeva di mantenere sempre lo stesso ritmo. I turni erano allora brevi e a rotazione. Il taglio del materiale trafilato avveniva con un filo di acciaio. La qualità dello stampo era determinante per la buona riuscita del pezzo: fabbricazione e manutenzione degli stampi era affidata al reparto dell'officina dove gli operai erano altamente specializzati.
- Essiccazione: il pezzo ancora crudo e sagomato veniva trasportato all'essiccatoio. Durante la storia della Fornace Frazzi furono utilizzati due diversi processi per seccare il materiale. Un primo sistema detto "sistema a gambette" prevedeva la disposizione del materiale, impilato su telai di legno coperti da tavelloni prodotti in loco o stuoie di cannicciato, disposte anche ai lati. Questa copertura serviva per proteggere il materiale crudo dai raggi diretti del sole d'estate e dalla pioggia. In questa prima fase il trasporto dalla trafilatrice alle "gambette" era curato dalle donne che portavano uno o più pezzi crudi su di un telaio in legno, caricato sulla testa. Questi stessi telai servivano per costruire la pila dei materiali da seccare. Furono poi utilizzati i carrelli, spinti a mano dai ragazzi più giovani che trasportavano il materiale su binari rettilinei, dotati di piccole piattaforme per la rotazione dei carrelli ed inversione di marcia. L'azione di carico e scarico doveva essere coordinata, a ciclo continuo e a cadenze regolari per non occupare troppo i binari e rallentare il ciclo della lavorazione. Il carrello veniva trasportato fino ai telai di legno, dove una squadra di operai attendeva il carico per disporlo fino ai livelli più alti. La posizione dei materiali era tale da permettere sempre la circolazione dell'aria tra i laterizi di varie pezzature. Dalla tipologia di laterizio e dalle condizioni climatiche dipendeva il tempo di essiccazione. Solo dopo il 1953 si procedette alla costruzione di un essiccatoio. I materiali disposti sui carrelli mobili correvano attraverso la nuova costruzione: il processo diventava così automatico e veloce. L'aria interna era movimentata uniformemente da grandi ventilatori che permettevano una lenta asciugatura del laterizio, permettendo inoltre una graduale dispersione dell'umidità interna. A stabilire i ritmi di produzione e la raggiunta essiccazione del materiale era il Caporale. Durante la prima fase, quella dei telai di legno e delle "gambette", il materiale secco veniva portato ai forni dalle donne e dai ragazzi, sempre a mano, mentre dopo la costruzione dell'essiccatoio, il materiale già disposto all'interno dei carrelli (azionati da un argano) veniva condotto automaticamente davanti alle porte del forno. Dopo la costruzione dell'essiccatoio il tempo utile per il ciclo di asciugatura passò da 15 giorni a 48 ore massimo.
- Forno Hoffmann: la Fornace Frazzi disponeva di due forni, entrambi di tipo Hoffmann. Il materiale essiccato, proveniente dalle gambette o dal più moderno essiccatoio, veniva scaricato dai carrelli a ruote e riposto manualmente su carrette per il trasporto al forno. Quello più grande dello stabilimento aveva 24 camere: ognun'aveva al proprio interno quattro o cinque "caminetti" dove cadeva il combustibile caricato dalle bocchette superiori, chiuse da tappi metallici detti "boccolotti". Più semplicemente potremmo immaginare ogni camera come una vera e propria stanza, alta più di quattro metri, rivestita di materiale refrattario. Il soffitto della camera aveva dei fori dai quali scendeva il combustibile. Chi chiudeva ed apriva questi fori erano i fuochisti, operai specializzati che quotidianamente lavoravano a piedi nudi, proprio sull'estradosso del solaio. Per permettere la caduta del combustibile e per evitare che i laterizi bruciassero, sulla traiettoria di caduta del carbone non veniva disposto il materiale da cuocere. Se il combustibile fosse caduto sul materiale lo avrebbe "fuso" e quindi lo avrebbe reso non commercializzabile. I pezzi essiccati erano accatastati dagli operai all'interno delle camere del forno, lasciando spazi adeguati tra i laterizi per permettere all'aria calda di circolare meglio. Una volta caricata la camera, si muravano le porte d'accesso e si alimentava dall'alto il fuoco. Così il materiale veniva cotto gradualmente con temperature fino a 1300 gradi. Il processo di cottura del forno Hoffmann si lega al concetto di "tiraggio del fuoco": ovvero la presenza di una ciminiera e di un corridoio interno alla fornace garantiva il tiraggio dell'aria calda all'interno delle stanze, trasportando i gas caldi verso l'esterno. Così, prima della cottura del materiale all'interno di una camera, l'aria calda derivante dai processi di cottura preriscaldava il materiale crudo e poi solo con l'alimentazione diretta del fuoco si procedeva alla cottura dello stesso. Quando il fuochista verificava attraverso il colore la giusta cottura dei laterizi, smetteva di alimentare il fuoco in quella stanza e si avviava ad alimentarlo nella camera a fianco. In questa, gli operai avevano già disposto nuove pile di pezzi crudi da cuocere, mentre l'altra con i materiali cotti, veniva smontata da un'altra squadra di operai, nei giorni successivi, per favorire il raffreddamento dei pezzi. Il ciclo del lavoro era continuo: una squadra caricava, i fuochisti alimentavano il fuoco per la cottura e, ad operazione terminata, una squadra smontava le pile di laterizi pronti e raffreddati. Il materiale all'interno delle camere era disposto per tipologia e grandezza: a costituire la base c'erano mattoni pieni e di grossa pezzatura mentre più si andava in alto più i materiali erano piccoli e leggeri. Nei primi anni di attività, il combustibile proveniva dai giacimenti fossili di Pietrafitta (Piegaro), Pg. La lignite era tritata in un macinello e poi buttata nelle bocchette per alimentare il fuoco. Dopo il 1948 si scelse di usare il carbone proveniente dalla Germania e dalla Polonia; solo negli ultimi anni fu scelto l'olio pesante per alimentare la combustione. Il metodo di carico del combustibile avveniva sempre dall'alto, qualunque fosse quello usato. Dopo il 1955 il tiraggio dell'aria del forno fu garantito da alcuni ventilatori che sostituirono la ciminiera, poco funzionale già a quel tempo, e alcuni deflettori interni. La ciminiera era alta 48 metri e subì un primo danneggiamento agli inizi degli anni cinquanta a causa di un fulmine. Nel 1956 cominciarono le operazioni di messa in sicurezza e demolizione delle parti danneggiate. I ventilatori spingevano l'aria proveniente dall'esterno verso le camere assicurando il preriscaldamento del materiale da cuocere e il raffreddamento del materiale ancora caldo. I pezzi rimanevano nel forno 5 - 6 giorni, dalla disposizione del materiale essiccato all'interno della camera al completo raffreddamento. Operai impiegati nel trasporto dal forno Hoffmann al piazzale di stoccaggio

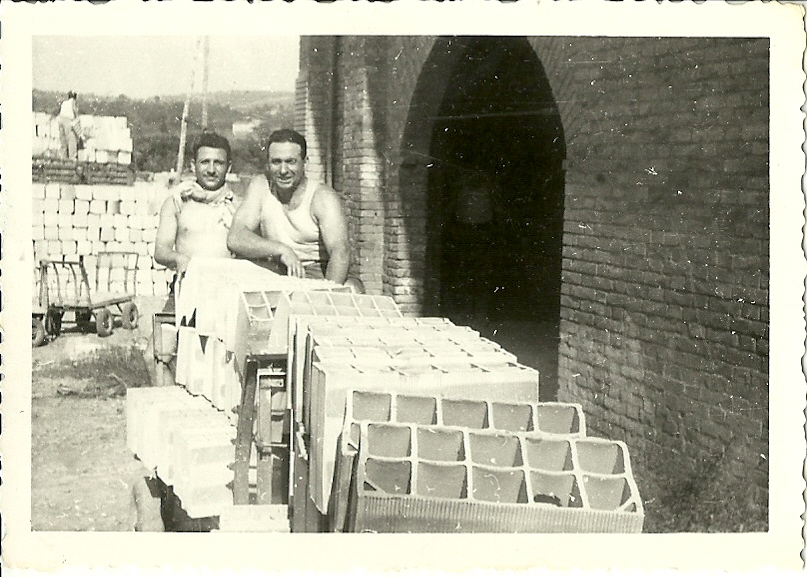
Operai impiegati nel trasporto dal forno Hoffmann al piazzale di stoccaggio

- Piazzale esterno: dopo una o due giornate di raffreddamento le porte murate delle camere venivano abbattute e si procedeva allo smontaggio delle pile di prodotti cotti e al trasporto verso il piazzale principale. Gli operai caricavano i laterizi nelle carrette e li disponevano per tipologia, pronti per la vendita. Per ottimizzare i tempi di trasporto e per evitare che gli operai accaldati dalla vicinanza del forno potessero raffreddarsi, il passaggio dall'Hoffmann al piazzale di vendita era organizzato a staffetta. L'operaio con il carrello pieno portava fino ad un certo tratto il proprio carico e, a mezza via, lo consegnava ad un operaio che gli restituita il carrello vuoto da riempire nuovamente. Dal piazzale i materiali erano caricati sugli autotreni, pronti per andare in cantiere. Negli ultimi anni, dopo il 1956, venne utilizzato un piccolo trattore per trasportare i carrelli dal forno al piazzale: questi erano vagonetti piani con ruote di gomma per non danneggiare, durante i movimenti di trasporto, il materiale finito.
- Trasporto e vendita: i trasportatori erano pagati a peso di listino: essendo noto il peso proprio di ogni pezzo, il prezzo si basava sul peso del carico complessivo (si faceva sempre riferimento al materiale asciutto). Molto spesso però, in caso di pioggia, il carico aumentava di peso e molte volte, i pezzi, prodotti da uno stampo usurato, avevano dimensioni diverse e quindi peso differente da quello standard. Un carico di mille pezzi aveva quindi un peso calcolato ed un prezzo stabilito da listino ma, in realtà, il peso poteva essere almeno il 10% in più. Un carico eccessivo comportava maggiori consumi del mezzo di trasporto, spese quindi maggiorate per le quali il trasportatore non era retribuito. Si intuisce allora che il peso fosse sempre un momento di disputa tra l'ufficio contabile ed il trasportatore. Prima della costruzione dell'Autostrada A1, per andare a Roma si percorreva la Via Cassia che attraversava i paesi di Piazze-Cetona, San Casciano dei Bagni, Acquapendente, Viterbo fino a Roma. I trasportatori a servizio della Fornace Frazzi erano quasi tutti locali, ognuno con la propria destinazione (Napoli, Roma, Salento etc.). Nei primi periodi di attività della fornace i materiali erano spediti per mezzo della ferrovia, dalla stazione di Ponticelli, sulla linee Roma – Firenze. Inizialmente il carico era trasportato da buoi nel tragitto tra la fornace e la stazione. Con l'arrivo di alcuni mezzi datati Primo Conflitto Mondiale, il materiale veniva caricato, trasportato per quasi un chilometro fino alla stazione, scaricato e poi nuovamente caricato su vagoni merci, disposti, per accordi tra il Capostazione e la Fornace Frazzi, su di un binario morto, in attesa di venir agganciati dalla locomotiva che due volte a settimana si incaricava di trasportare i laterizi nel Sud-Italia. Tra i mattoni veniva disposta dell'erba palustre, coltivata nelle terre delle mezzadrie Frazzi proprio a questo scopo.

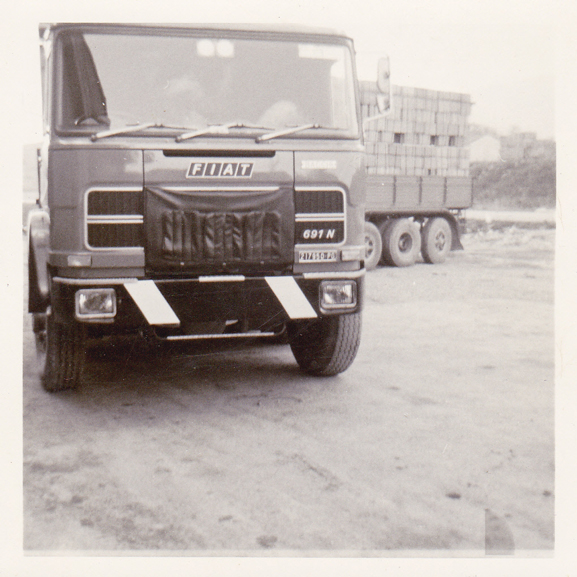
Mezzo per il trasporto dei materiali

Per tutta la durata dell'attività della Frazzi di Ponticelli, all'interno dell'azienda, ma in regime di cottimo, furono costruiti per una particolare clientela laterizi fatti a mano: tegole, mezzane e mattoni venduti a pezzo. Questo tipo di processo era sub-appaltato alla famiglia Massoli che plasmava ed essiccava i pezzi nel proprio laboratorio mentre nella fornace avveniva la cottura.

## Prodotti
- Mattoni "Piemontesi", 28x14x7 cm
- Tegole e coppi
- Mattoni forati
- Tavelle di varie dimensioni
- Tegolini
- Pignatte
- Blocchi monobase
- Blocchi per travi
- Blocchi "Est"

## Esempi di edifici costruiti con il materiale Frazzi
- Stazione di Roma Termini, Roma;
- Sede dell'aeronautica Militare, Milano;
- Stazione di Napoli Piazza Garibaldi, Napoli;
- Istituto agronomico per l'oltremare, Firenze;

## Amministrazione dello stabilimento
La famiglia Frazzi possedeva già alla fine del XX secolo una fornace a Cremona.
L'attività industriale nella città iniziò con uno stabilimento realizzato nel 1859 "lungo il lato destro della regia strada provinciale, (…) sulla tratta di essa che precede immediatamente il ponte sul colatore Morbasco", così come dichiarato nella licenza edilizia che autorizzò la costruzione.
La proprietà principalmente familiare dell'azienda si susseguì per tre generazioni.
Quando nel 1884 il capostipite della famiglia Andrea Frazzi morì, lasciò la fornace ai suoi otto figli, di cui solo due maschi.
"Nella primavera del 1896, la società di fatto "Eredi Frazzi fu Andrea" esercente, nel borgo di Porta Po a Cremona, una fornace per la produzione di laterizi fabbricati a mano, decise di iniziare la fabbricazione meccanica dei laterizi forati". Va inoltre ricordato che Francesco Frazzi rivestì per molti anni la carica di Presidente dell'ANDIL - Associazione Nazionale degli Industriali dei Laterizi e, per l'importanza del ruolo ricoperto, poté conoscere numerose realtà produttive del tempo. La produzione Frazzi soddisfaceva i bisogni del mercato tedesco, di quello svizzero e di tutto il Nord-Italia. Alla fine degli anni venti, l'ingegner Francesco Frazzi decise di investire anche sul mercato del laterizio del centro Italia, ma solo nel 1936 fu definito l'acquisto di un piccolo stabilimento nella Valdichiana, ricca di ottime argille e geograficamente strategica. Autore del successo imprenditoriale dell'azienda fu però Arnaldo Frazzi, figlio di Francesco, che incominciò ad occuparsi sia degli aspetti tecnici sia di quelli amministrativi.

## Fortuna e declino delle Fornaci Frazzi
Il successo dell'azienda negli anni a cavallo tra XIX e XX secolo è ricordato per le capacità imprenditoriali ma anche per l'apporto di una classe operaia dotata di una forte coscienza professionale e sociale, che all'inizio del secolo imponeva il rispetto dei primi contratti e la stabilità delle forme di pagamento e di tutela del lavoratore.
Come presidente dell'ANCIL, Francesco Frazzi poté sviluppare le proprie idee imprenditoriali in un contesto fiorente, ricco di innovazioni e continue migliorie tecnologiche. Durante gli anni che precedettero la prima guerra mondiale la politica aziendale Frazzi spese molte risorse sullo studio dei materiali e sui brevetti di nuovi sistemi costruttivi. Così l'azienda poté contare non solo sulla vastità dei prodotti offerti ma anche sulla tecnica e sull'autonomia progettuale.
A rendere importante la quantità di prodotti realizzati dalla Frazzi fu il periodo di ricostruzione post-bellica. Quotidianamente partivano dallo stabilimento camion carichi di mattoni alla volta dei cantieri locali, verso Roma e Napoli fino in Puglia. Furono aperti grandi cantieri per nuove opere pubbliche affidati a grandi società imprenditoriali ed edili come Sogene.
Città di cemento sostituirono le vecchie città di mattoni bombardate: nuovamente l'azienda Frazzi rispose alla domanda del mercato edilizio proponendo brevetti per solai in cemento e pignatte in cotto. I nuovi edifici avevano travi con luci superiori ai 20 metri, in calcestruzzo armato: così furono brevettati prodotti consoni alle nuove tecnologie costruttive.
Questa fu la situazione dell'azienda Frazzi fino alla prima metà del XX secolo, quando lo stabilimento umbro contava quasi 280 dipendenti. Nel frattempo, altre aziende nacquero anche nel territorio della Valdichiana ed in Umbria un forte concorrente era riuscito ad impossessarsi del mercato del laterizio in tutto il centro e sud Italia: le Fornaci Briziarelli Marsciano di Pio Briziarelli. Contemporaneamente, a Francesco successe Arnaldo Frazzi, ultimo erede delle aziende di famiglia. Fu questa una delle cause determinanti del fallimento della Società Frazzi.
Arnaldo Frazzi aveva un'unica figlia femmina, che non portò avanti la tradizione della famiglia. Sarà l'anziano Arnaldo a vendere, nel 1968, entrambi gli stabilimenti per avvenuta incapacità di gestione degli affari, dovuta all'avanzata età. A gestire la fornace rimase Arnaldo Frazzi che assieme al proprio consiglio di amministrazione non scelse mai di apportare modifiche al proprio sistema di produzione e ai propri forni. In poco tempo la Fornace Frazzi si trovò a non essere più concorrenziale.

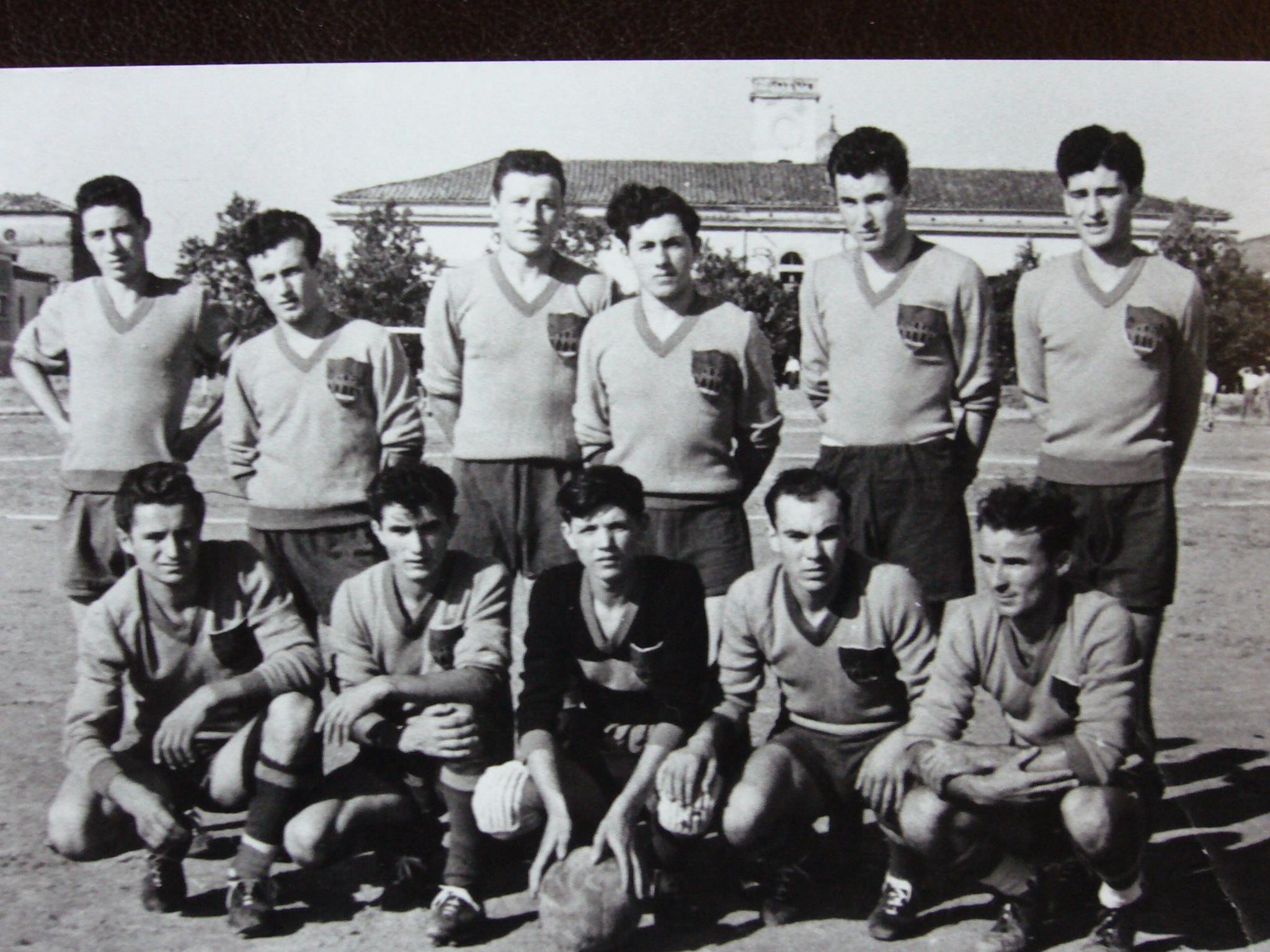
A Città della Pieve, oltre alla principale squadra di calcio del paese, la Pievese, esisteva una squadra di calcio aziendale dove giocavano diversi operai.